# Ensidig dövhet
Med ensidig dövhet menas att man har ett fungerande hörande öra medan det andra örats hörsel är så pass nedsatt att det inte kan ge någon funktionell hörsel. Ensidig dövhet eller grav ensidig hörselnedsättning klassificeras av Världshälsoorganisationen (WHO) som en hörselnedsättning där hörtrösklarna är bättre än 20 dBHL i det bästa örat och sämre än 80 dBHL i det sämre örat. Hörtrösklarna refererar till den lägsta ljudnivån som kan uppfattas vid tonaudiometri för toner på 500, 1000, 2000 och 4000 Hz.

## Konsekvenser av ensidig dövhet
Binaural hörsel innebär att våra två öron arbetar tillsammans för att ge oss möjligheten att uppfatta var ljud kommer ifrån samt att kunna urskilja ljud i bullriga miljöer  . Vid en ensidig hörselnedsättning går den drabbade miste om binaural hörsel, vilket resulterar i minskad förmåga att förstå tal i miljöer med hög bakgrundsnivå samt svårigheter med lokalisering av ljudkällor. Kombinationen av dessa effekter resulterar i betydande utmaningar, särskilt när det gäller inlärning, arbetsprestationer och social interaktion . Personer med ensidig dövhet upplever ibland ett betydande handikapp kopplat till sin hörselnedsättning vilket påverkar deras upplevda livskvalitet i jämförelse med normalhörande personer.

## Orsaker till ensidig dövhet
Ensidig dövhet beror på en funktionsrubbning i cochlean (hörselorganet) eller hörselnerven. Den är permanent och kan både vara medfödd eller förvärvad senare i livet. Hos barn listas avsaknad av hörselnerv, cytomegalovirusinfektion, påssjuka, och missbildningar i inneröra som de vanligast förekommande orsakerna till tillståndet hos barn. Om man får ensidig dövhet i vuxen ålder är den vanligaste orsaken okänd (idiopatisk), följt av inflammationer eller tumörer i hjärnan. 

## Förekomst/prevalens
Det förekommer olika siffror gällande prevalensen för ensidig dövhet. Enligt en epidemiologisk beräkning från enheten för ÖNH-avdelningen på Sahlgrenska universitetssjukhuset i Göteborg uppskattas att ca 0,58 % drabbas varje år. I en amerikansk studie indikeras att ensidig dövhet förekommer hos ungefär 0,11%-0,14% av den amerikanska befolkningen.

## Behandlingsalternativ
- Baha (implantat)
- Cochleaimplantat

### Contralateral routing of signals (CROS)
CROS-hjälpmedel används för att förbättra lyssnings situationen för patienter med ensidig hörselnedsättning genom att överföra ljud från det sämre örats sida till de bättre örats sida. Det finns två typer av CROS-hjälpmedel, CROS och BI-CROS. Med CROS skickas ljudet endast över utan förstärkning, medan BI-CROS ger förstärkning till båda öronen. Denna teknik är till hjälp för patienter som inte kan använda konventionella hörapparater på grund av en uttalad hörselnedsättning.